# Подільська сільська рада (Підволочиський район)
Поді́льська сільська́ ра́да — адміністративно-територіальна одиниця та орган місцевого самоврядування в Підволочиському районі Тернопільської області. Адміністративний центр — село Поділля.

## Загальні відомості
- Територія ради: 2,05 км²
- Населення ради: 655 осіб (станом на 2001 рік)

## Населені пункти
Сільській раді підпорядковані населені пункти:
- с. Поділля
- с. Хоптянка

## Склад ради
Рада складається з 12 депутатів та голови.
- Голова ради: Дронга Олег Павлович
- Секретар ради: Бенькалович Оксана Іванівна

### Керівний склад попередніх скликань
| Прізвище, ім'я, по батькові | Основні відомості                                                               | Дата обрання | Дата звільнення |
| --------------------------- | ------------------------------------------------------------------------------- | ------------ | --------------- |
| Яськів Павло Володимирович  | Сільський голова, 1949 року народження, безпартійний                            | 26.03.2006   | 31.10.2010      |
| Фаєр Григорій Петрович      | Сільський голова, 1968 року народження, освіта середня спеціальна, безпартійний | 31.10.2010   | 17.10.2013      |
| Дронга Олег Павлович        | Сільський голова, 1973 року народження, освіта вища, безпартійний               | 25.05.2014   |                 |

Примітка: таблиця складена за даними сайту Верховної Ради України

### Депутати
За результатами місцевих виборів 2010 року депутатами ради стали:

#### За суб'єктами висування
| Суб'єкт висування | Кількість обраних депутатів | %   |
| ----------------- | --------------------------- | --- |
| Самовисування     | 12                          | 100 |

#### За округами
| № округу | Прізвище, ім'я, по батькові | Дата визнання обраним | Освіта  | Партійна приналежність | Відомості про обраного депутата                       |
| -------- | --------------------------- | --------------------- | ------- | ---------------------- | ----------------------------------------------------- |
| 1        | Гавришків Андрій Ігорович   | 10.01.2011            | вища    | позапартійний          | ТПУ, студент                                          |
| 2        | Ковцун Галина Михайлівна    | 04.11.2010            | середня | позапартійна           | Подільський магазин                                   |
| 3        | Бенькалович Оксана Іванівна | 04.11.2010            | середня | позапартійна           | Подільська сільська рада, секретар                    |
| 4        | Мигаль Богдан Володимирович | 04.11.2010            | середня | позапартійний          | ТзОВ «Поділля-Агро»                                   |
| 5        | Хлистун Марія Євстахівна    | 04.11.2010            | вища    | позапартійна           | Подільська загальноосвітня школа І-ІІ ст., вчитель    |
| 6        | Стадник Оксана Ярославівна  | 04.11.2010            | вища    | позапартійна           | ТзОВ «Поділля-Агро»                                   |
| 7        | Душенько Євген Антонович    | 04.11.2010            | середня | позапартійний          | пенсіонер                                             |
| 8        | Гавришків Ірина Михайлівна  | 04.11.2010            | середня | позапартійна           | пенсіонер                                             |
| 9        | Кульбаба Романна Василівна  | 04.11.2010            | середня | позапартійна           | Подільська загальноосвітня школа І-ІІ ст., вчитель    |
| 10       | Дронга Олег Павлович        | 04.11.2010            | середня | позапартійний          | ТзОВ «Поділля-Агро»                                   |
| 11       | Осухівський Дмитро Петрович | 04.11.2010            | середня | позапартійний          | ТзОВ «Поділля-Агро»                                   |
| 12       | Шкарпій Любов Володимирівна | 04.11.2010            | середня | позапартійна           | Хоптянський фельдшерсько-акушерський пункт, завідувач |